# Growing Up Is Getting Old
Growing Up Is Getting Old är en låt av den bulgariska sångerskan Victoria som släpptes som singel av Ligna Group och Ostereo Limited den 19 mars 2021. Låten representerade Bulgarien i Eurovision Song Contest 2021 i Rotterdam och finns med på hennes debut-EP A Little Dramatic. I första textraden finns det en referens till spelet Tetris.
Låten är skriven av artisten själv tillsammans med de svenska låtskrivarna Helena Larsson, Maya Nalani och Oliver Björkvall. Björkvall ligger även bakom producerandet av själva låten.